# 易错
易错是位于中国西藏自治区拉萨市城关区夺底乡林宗村以东约4-5公里处的一个小湖泊，海拔5160米。